# Habicht
L'Habicht (3.277 m s.l.m. - detto anche Hager oppure Hoger) è una montagna delle Alpi dello Stubai nelle Alpi Retiche orientali. Si trova nel Tirolo austriaco.
Per lungo tempo localmente era creduto il monte più alto del Tirolo. La credenza era sostenuta dalla grande prominenza del monte. In seguito si è approfondito che il monte più alto delle Alpi dello Stubai è il Pan di Zucchero, mentre il monte più alto del Tirolo austriaco è il Wildspitze.